# Culicoides hitchcocki
Culicoides hitchcocki är en tvåvingeart som beskrevs av Gustavo R. Spinelli 1991. Culicoides hitchcocki ingår i släktet Culicoides och familjen svidknott.
Artens utbredningsområde är Peru. Inga underarter finns listade i Catalogue of Life.